# František Josef Prokop
František Josef Prokop (18. července 1901 Hořovice – 21. září 1972 Praha) byl český šachista, šachový skladatel a novinář. Šachové skladby publikoval též pod pseudonymy A. Sedláček a Pražský. Od roku 1956 působil jako mezinárodní rozhodčí šachové skladby.

## Život
Od roku 1919 studoval strojní inženýrství na ČVUT a souběžně na Karlově Univerzitě přírodovědu a práva, avšak po čtyřech semestrech musel po smrti otce studií pro finanční těžkosti zanechat. Také proto se rozhodl pro žurnalistiku. Dlouhou dobu působil jako redaktor Národních listů, později jako šéfredaktor deníků České slovo a Lidové noviny.
Také se postupně vypracoval na silného šachisu. Nejvyššího úmístění v žebříčku dosáhl v září 1944, kdy podle hodnocení Elo obsadil 84. místo na světě. Od roku 1924 se přitom stále více věnoval kompozici a teoretickému šachovému výzkumu; obě tyto oblasti jeho tvorby spolu úzce souvisely. Již jeho první skladby si vysloužily vysoká ocenění; porotci soutěže si povšimli dokonalosti formy a bohatosti obsahu. Své skladby často publikoval v sovětských publikacích. V roce 1943 vydal sbírku svých 212 studií.
Pro činnost za protektorátu byl 17. května 1945 zatčen orgány Sboru národní bezpečnosti. Po necelém roce byl předán do vazby Národního soudu, kde čekal na soudní proces. Byl souzen ve dnech 24. až 28. března 1947 společně s dalšími novináři – Janem Scheinostem a Janem Vrbou. Podle § 3., odst. 1 zákona č. 16/45 Sb., o potrestání nacistických zločinců, zrádců a jejich pomahačů a o mimořádných lidových soudech byl odsouzen ke čtyřem letům vězení a navíc ke konfiskaci čtvrtiny jmění a ke ztrátě občanské cti po dobu výkonu trestu. Z vězení byl propuštěn podmínečně 21. ledna 1948 ze zdravotních důvodů.
Zemřel v Praze 21. září 1973 ve věku dvaasedmdesáti let. Podle osobního svědectví měl F. J. Prokop rozepsané rozsáhlé dílo o historii šachu, které je však nenávratně ztraceno.

## Dílo (výběr)
- 212 šachových studií. Praha: A. Lapáček, 1944. 80 s. Šachová knihovna F.J. Prokopa; sv. 2. [úvod napsal Fr. Dedrle]
- Duras vítězí: šachové dílo českého velmistra Oldřicha Durasa s jeho slavnými turnajovými partiemi a šachovými problémy. Vydání I. V Praze: Č.A.T., Českomoravské akciové tiskařské a vydavatelské podniky, 1944. 146 - [II] s.
- Poklady bohyně Caissy. Praha: Ústř. dům pionýrů a mládeže J. Fučíka, 1971. 271 s. Edice ÚDPMJF; sv. 2.

## Vybrané kompozice
Oblíbený Prokopův motiv – echo-paty:
|   | a | b | c | d | e | f | g | h |   |
| 8 | d8 černý král · g7 bílý věž · a6 bílý král · f6 černý střelec · g4 černý pěšec · d3 černý pěšec · f2 bílý střelec · g2 černý střelec | d8 černý král · g7 bílý věž · a6 bílý král · f6 černý střelec · g4 černý pěšec · d3 černý pěšec · f2 bílý střelec · g2 černý střelec | d8 černý král · g7 bílý věž · a6 bílý král · f6 černý střelec · g4 černý pěšec · d3 černý pěšec · f2 bílý střelec · g2 černý střelec | d8 černý král · g7 bílý věž · a6 bílý král · f6 černý střelec · g4 černý pěšec · d3 černý pěšec · f2 bílý střelec · g2 černý střelec | d8 černý král · g7 bílý věž · a6 bílý král · f6 černý střelec · g4 černý pěšec · d3 černý pěšec · f2 bílý střelec · g2 černý střelec | d8 černý král · g7 bílý věž · a6 bílý král · f6 černý střelec · g4 černý pěšec · d3 černý pěšec · f2 bílý střelec · g2 černý střelec | d8 černý král · g7 bílý věž · a6 bílý král · f6 černý střelec · g4 černý pěšec · d3 černý pěšec · f2 bílý střelec · g2 černý střelec | d8 černý král · g7 bílý věž · a6 bílý král · f6 černý střelec · g4 černý pěšec · d3 černý pěšec · f2 bílý střelec · g2 černý střelec | 8 |
| 7 | d8 černý král · g7 bílý věž · a6 bílý král · f6 černý střelec · g4 černý pěšec · d3 černý pěšec · f2 bílý střelec · g2 černý střelec | d8 černý král · g7 bílý věž · a6 bílý král · f6 černý střelec · g4 černý pěšec · d3 černý pěšec · f2 bílý střelec · g2 černý střelec | d8 černý král · g7 bílý věž · a6 bílý král · f6 černý střelec · g4 černý pěšec · d3 černý pěšec · f2 bílý střelec · g2 černý střelec | d8 černý král · g7 bílý věž · a6 bílý král · f6 černý střelec · g4 černý pěšec · d3 černý pěšec · f2 bílý střelec · g2 černý střelec | d8 černý král · g7 bílý věž · a6 bílý král · f6 černý střelec · g4 černý pěšec · d3 černý pěšec · f2 bílý střelec · g2 černý střelec | d8 černý král · g7 bílý věž · a6 bílý král · f6 černý střelec · g4 černý pěšec · d3 černý pěšec · f2 bílý střelec · g2 černý střelec | d8 černý král · g7 bílý věž · a6 bílý král · f6 černý střelec · g4 černý pěšec · d3 černý pěšec · f2 bílý střelec · g2 černý střelec | d8 černý král · g7 bílý věž · a6 bílý král · f6 černý střelec · g4 černý pěšec · d3 černý pěšec · f2 bílý střelec · g2 černý střelec | 7 |
| 6 | d8 černý král · g7 bílý věž · a6 bílý král · f6 černý střelec · g4 černý pěšec · d3 černý pěšec · f2 bílý střelec · g2 černý střelec | d8 černý král · g7 bílý věž · a6 bílý král · f6 černý střelec · g4 černý pěšec · d3 černý pěšec · f2 bílý střelec · g2 černý střelec | d8 černý král · g7 bílý věž · a6 bílý král · f6 černý střelec · g4 černý pěšec · d3 černý pěšec · f2 bílý střelec · g2 černý střelec | d8 černý král · g7 bílý věž · a6 bílý král · f6 černý střelec · g4 černý pěšec · d3 černý pěšec · f2 bílý střelec · g2 černý střelec | d8 černý král · g7 bílý věž · a6 bílý král · f6 černý střelec · g4 černý pěšec · d3 černý pěšec · f2 bílý střelec · g2 černý střelec | d8 černý král · g7 bílý věž · a6 bílý král · f6 černý střelec · g4 černý pěšec · d3 černý pěšec · f2 bílý střelec · g2 černý střelec | d8 černý král · g7 bílý věž · a6 bílý král · f6 černý střelec · g4 černý pěšec · d3 černý pěšec · f2 bílý střelec · g2 černý střelec | d8 černý král · g7 bílý věž · a6 bílý král · f6 černý střelec · g4 černý pěšec · d3 černý pěšec · f2 bílý střelec · g2 černý střelec | 6 |
| 5 | d8 černý král · g7 bílý věž · a6 bílý král · f6 černý střelec · g4 černý pěšec · d3 černý pěšec · f2 bílý střelec · g2 černý střelec | d8 černý král · g7 bílý věž · a6 bílý král · f6 černý střelec · g4 černý pěšec · d3 černý pěšec · f2 bílý střelec · g2 černý střelec | d8 černý král · g7 bílý věž · a6 bílý král · f6 černý střelec · g4 černý pěšec · d3 černý pěšec · f2 bílý střelec · g2 černý střelec | d8 černý král · g7 bílý věž · a6 bílý král · f6 černý střelec · g4 černý pěšec · d3 černý pěšec · f2 bílý střelec · g2 černý střelec | d8 černý král · g7 bílý věž · a6 bílý král · f6 černý střelec · g4 černý pěšec · d3 černý pěšec · f2 bílý střelec · g2 černý střelec | d8 černý král · g7 bílý věž · a6 bílý král · f6 černý střelec · g4 černý pěšec · d3 černý pěšec · f2 bílý střelec · g2 černý střelec | d8 černý král · g7 bílý věž · a6 bílý král · f6 černý střelec · g4 černý pěšec · d3 černý pěšec · f2 bílý střelec · g2 černý střelec | d8 černý král · g7 bílý věž · a6 bílý král · f6 černý střelec · g4 černý pěšec · d3 černý pěšec · f2 bílý střelec · g2 černý střelec | 5 |
| 4 | d8 černý král · g7 bílý věž · a6 bílý král · f6 černý střelec · g4 černý pěšec · d3 černý pěšec · f2 bílý střelec · g2 černý střelec | d8 černý král · g7 bílý věž · a6 bílý král · f6 černý střelec · g4 černý pěšec · d3 černý pěšec · f2 bílý střelec · g2 černý střelec | d8 černý král · g7 bílý věž · a6 bílý král · f6 černý střelec · g4 černý pěšec · d3 černý pěšec · f2 bílý střelec · g2 černý střelec | d8 černý král · g7 bílý věž · a6 bílý král · f6 černý střelec · g4 černý pěšec · d3 černý pěšec · f2 bílý střelec · g2 černý střelec | d8 černý král · g7 bílý věž · a6 bílý král · f6 černý střelec · g4 černý pěšec · d3 černý pěšec · f2 bílý střelec · g2 černý střelec | d8 černý král · g7 bílý věž · a6 bílý král · f6 černý střelec · g4 černý pěšec · d3 černý pěšec · f2 bílý střelec · g2 černý střelec | d8 černý král · g7 bílý věž · a6 bílý král · f6 černý střelec · g4 černý pěšec · d3 černý pěšec · f2 bílý střelec · g2 černý střelec | d8 černý král · g7 bílý věž · a6 bílý král · f6 černý střelec · g4 černý pěšec · d3 černý pěšec · f2 bílý střelec · g2 černý střelec | 4 |
| 3 | d8 černý král · g7 bílý věž · a6 bílý král · f6 černý střelec · g4 černý pěšec · d3 černý pěšec · f2 bílý střelec · g2 černý střelec | d8 černý král · g7 bílý věž · a6 bílý král · f6 černý střelec · g4 černý pěšec · d3 černý pěšec · f2 bílý střelec · g2 černý střelec | d8 černý král · g7 bílý věž · a6 bílý král · f6 černý střelec · g4 černý pěšec · d3 černý pěšec · f2 bílý střelec · g2 černý střelec | d8 černý král · g7 bílý věž · a6 bílý král · f6 černý střelec · g4 černý pěšec · d3 černý pěšec · f2 bílý střelec · g2 černý střelec | d8 černý král · g7 bílý věž · a6 bílý král · f6 černý střelec · g4 černý pěšec · d3 černý pěšec · f2 bílý střelec · g2 černý střelec | d8 černý král · g7 bílý věž · a6 bílý král · f6 černý střelec · g4 černý pěšec · d3 černý pěšec · f2 bílý střelec · g2 černý střelec | d8 černý král · g7 bílý věž · a6 bílý král · f6 černý střelec · g4 černý pěšec · d3 černý pěšec · f2 bílý střelec · g2 černý střelec | d8 černý král · g7 bílý věž · a6 bílý král · f6 černý střelec · g4 černý pěšec · d3 černý pěšec · f2 bílý střelec · g2 černý střelec | 3 |
| 2 | d8 černý král · g7 bílý věž · a6 bílý král · f6 černý střelec · g4 černý pěšec · d3 černý pěšec · f2 bílý střelec · g2 černý střelec | d8 černý král · g7 bílý věž · a6 bílý král · f6 černý střelec · g4 černý pěšec · d3 černý pěšec · f2 bílý střelec · g2 černý střelec | d8 černý král · g7 bílý věž · a6 bílý král · f6 černý střelec · g4 černý pěšec · d3 černý pěšec · f2 bílý střelec · g2 černý střelec | d8 černý král · g7 bílý věž · a6 bílý král · f6 černý střelec · g4 černý pěšec · d3 černý pěšec · f2 bílý střelec · g2 černý střelec | d8 černý král · g7 bílý věž · a6 bílý král · f6 černý střelec · g4 černý pěšec · d3 černý pěšec · f2 bílý střelec · g2 černý střelec | d8 černý král · g7 bílý věž · a6 bílý král · f6 černý střelec · g4 černý pěšec · d3 černý pěšec · f2 bílý střelec · g2 černý střelec | d8 černý král · g7 bílý věž · a6 bílý král · f6 černý střelec · g4 černý pěšec · d3 černý pěšec · f2 bílý střelec · g2 černý střelec | d8 černý král · g7 bílý věž · a6 bílý král · f6 černý střelec · g4 černý pěšec · d3 černý pěšec · f2 bílý střelec · g2 černý střelec | 2 |
| 1 | d8 černý král · g7 bílý věž · a6 bílý král · f6 černý střelec · g4 černý pěšec · d3 černý pěšec · f2 bílý střelec · g2 černý střelec | d8 černý král · g7 bílý věž · a6 bílý král · f6 černý střelec · g4 černý pěšec · d3 černý pěšec · f2 bílý střelec · g2 černý střelec | d8 černý král · g7 bílý věž · a6 bílý král · f6 černý střelec · g4 černý pěšec · d3 černý pěšec · f2 bílý střelec · g2 černý střelec | d8 černý král · g7 bílý věž · a6 bílý král · f6 černý střelec · g4 černý pěšec · d3 černý pěšec · f2 bílý střelec · g2 černý střelec | d8 černý král · g7 bílý věž · a6 bílý král · f6 černý střelec · g4 černý pěšec · d3 černý pěšec · f2 bílý střelec · g2 černý střelec | d8 černý král · g7 bílý věž · a6 bílý král · f6 černý střelec · g4 černý pěšec · d3 černý pěšec · f2 bílý střelec · g2 černý střelec | d8 černý král · g7 bílý věž · a6 bílý král · f6 černý střelec · g4 černý pěšec · d3 černý pěšec · f2 bílý střelec · g2 černý střelec | d8 černý král · g7 bílý věž · a6 bílý král · f6 černý střelec · g4 černý pěšec · d3 černý pěšec · f2 bílý střelec · g2 černý střelec | 1 |
|   | a | b | c | d | e | f | g | h |   |

Řešení:
1. Sh4!! Sxh4

2. Vxg4, dále jedna ze
dvou variant:

(A) 2. … Sf2

3. Vxg2 d2

4. Vg5! d1D

5. Vd5+! Dxd5 pat

(B) 2. … Sf1

3. Vxh4 d2+

4. Кa5! d1D

5. Vd4+! Dxd4 pat

|   | a | b | c | d | e | f | g | h |   |
| 8 | a7 černý dáma · b7 bílý pěšec · c7 černý král · e7 černý pěšec · b6 bílý jezdec · b5 bílý dáma · e5 černý jezdec · h5 černý střelec · h4 bílý král · e3 černý věž | a7 černý dáma · b7 bílý pěšec · c7 černý král · e7 černý pěšec · b6 bílý jezdec · b5 bílý dáma · e5 černý jezdec · h5 černý střelec · h4 bílý král · e3 černý věž | a7 černý dáma · b7 bílý pěšec · c7 černý král · e7 černý pěšec · b6 bílý jezdec · b5 bílý dáma · e5 černý jezdec · h5 černý střelec · h4 bílý král · e3 černý věž | a7 černý dáma · b7 bílý pěšec · c7 černý král · e7 černý pěšec · b6 bílý jezdec · b5 bílý dáma · e5 černý jezdec · h5 černý střelec · h4 bílý král · e3 černý věž | a7 černý dáma · b7 bílý pěšec · c7 černý král · e7 černý pěšec · b6 bílý jezdec · b5 bílý dáma · e5 černý jezdec · h5 černý střelec · h4 bílý král · e3 černý věž | a7 černý dáma · b7 bílý pěšec · c7 černý král · e7 černý pěšec · b6 bílý jezdec · b5 bílý dáma · e5 černý jezdec · h5 černý střelec · h4 bílý král · e3 černý věž | a7 černý dáma · b7 bílý pěšec · c7 černý král · e7 černý pěšec · b6 bílý jezdec · b5 bílý dáma · e5 černý jezdec · h5 černý střelec · h4 bílý král · e3 černý věž | a7 černý dáma · b7 bílý pěšec · c7 černý král · e7 černý pěšec · b6 bílý jezdec · b5 bílý dáma · e5 černý jezdec · h5 černý střelec · h4 bílý král · e3 černý věž | 8 |
| 7 | a7 černý dáma · b7 bílý pěšec · c7 černý král · e7 černý pěšec · b6 bílý jezdec · b5 bílý dáma · e5 černý jezdec · h5 černý střelec · h4 bílý král · e3 černý věž | a7 černý dáma · b7 bílý pěšec · c7 černý král · e7 černý pěšec · b6 bílý jezdec · b5 bílý dáma · e5 černý jezdec · h5 černý střelec · h4 bílý král · e3 černý věž | a7 černý dáma · b7 bílý pěšec · c7 černý král · e7 černý pěšec · b6 bílý jezdec · b5 bílý dáma · e5 černý jezdec · h5 černý střelec · h4 bílý král · e3 černý věž | a7 černý dáma · b7 bílý pěšec · c7 černý král · e7 černý pěšec · b6 bílý jezdec · b5 bílý dáma · e5 černý jezdec · h5 černý střelec · h4 bílý král · e3 černý věž | a7 černý dáma · b7 bílý pěšec · c7 černý král · e7 černý pěšec · b6 bílý jezdec · b5 bílý dáma · e5 černý jezdec · h5 černý střelec · h4 bílý král · e3 černý věž | a7 černý dáma · b7 bílý pěšec · c7 černý král · e7 černý pěšec · b6 bílý jezdec · b5 bílý dáma · e5 černý jezdec · h5 černý střelec · h4 bílý král · e3 černý věž | a7 černý dáma · b7 bílý pěšec · c7 černý král · e7 černý pěšec · b6 bílý jezdec · b5 bílý dáma · e5 černý jezdec · h5 černý střelec · h4 bílý král · e3 černý věž | a7 černý dáma · b7 bílý pěšec · c7 černý král · e7 černý pěšec · b6 bílý jezdec · b5 bílý dáma · e5 černý jezdec · h5 černý střelec · h4 bílý král · e3 černý věž | 7 |
| 6 | a7 černý dáma · b7 bílý pěšec · c7 černý král · e7 černý pěšec · b6 bílý jezdec · b5 bílý dáma · e5 černý jezdec · h5 černý střelec · h4 bílý král · e3 černý věž | a7 černý dáma · b7 bílý pěšec · c7 černý král · e7 černý pěšec · b6 bílý jezdec · b5 bílý dáma · e5 černý jezdec · h5 černý střelec · h4 bílý král · e3 černý věž | a7 černý dáma · b7 bílý pěšec · c7 černý král · e7 černý pěšec · b6 bílý jezdec · b5 bílý dáma · e5 černý jezdec · h5 černý střelec · h4 bílý král · e3 černý věž | a7 černý dáma · b7 bílý pěšec · c7 černý král · e7 černý pěšec · b6 bílý jezdec · b5 bílý dáma · e5 černý jezdec · h5 černý střelec · h4 bílý král · e3 černý věž | a7 černý dáma · b7 bílý pěšec · c7 černý král · e7 černý pěšec · b6 bílý jezdec · b5 bílý dáma · e5 černý jezdec · h5 černý střelec · h4 bílý král · e3 černý věž | a7 černý dáma · b7 bílý pěšec · c7 černý král · e7 černý pěšec · b6 bílý jezdec · b5 bílý dáma · e5 černý jezdec · h5 černý střelec · h4 bílý král · e3 černý věž | a7 černý dáma · b7 bílý pěšec · c7 černý král · e7 černý pěšec · b6 bílý jezdec · b5 bílý dáma · e5 černý jezdec · h5 černý střelec · h4 bílý král · e3 černý věž | a7 černý dáma · b7 bílý pěšec · c7 černý král · e7 černý pěšec · b6 bílý jezdec · b5 bílý dáma · e5 černý jezdec · h5 černý střelec · h4 bílý král · e3 černý věž | 6 |
| 5 | a7 černý dáma · b7 bílý pěšec · c7 černý král · e7 černý pěšec · b6 bílý jezdec · b5 bílý dáma · e5 černý jezdec · h5 černý střelec · h4 bílý král · e3 černý věž | a7 černý dáma · b7 bílý pěšec · c7 černý král · e7 černý pěšec · b6 bílý jezdec · b5 bílý dáma · e5 černý jezdec · h5 černý střelec · h4 bílý král · e3 černý věž | a7 černý dáma · b7 bílý pěšec · c7 černý král · e7 černý pěšec · b6 bílý jezdec · b5 bílý dáma · e5 černý jezdec · h5 černý střelec · h4 bílý král · e3 černý věž | a7 černý dáma · b7 bílý pěšec · c7 černý král · e7 černý pěšec · b6 bílý jezdec · b5 bílý dáma · e5 černý jezdec · h5 černý střelec · h4 bílý král · e3 černý věž | a7 černý dáma · b7 bílý pěšec · c7 černý král · e7 černý pěšec · b6 bílý jezdec · b5 bílý dáma · e5 černý jezdec · h5 černý střelec · h4 bílý král · e3 černý věž | a7 černý dáma · b7 bílý pěšec · c7 černý král · e7 černý pěšec · b6 bílý jezdec · b5 bílý dáma · e5 černý jezdec · h5 černý střelec · h4 bílý král · e3 černý věž | a7 černý dáma · b7 bílý pěšec · c7 černý král · e7 černý pěšec · b6 bílý jezdec · b5 bílý dáma · e5 černý jezdec · h5 černý střelec · h4 bílý král · e3 černý věž | a7 černý dáma · b7 bílý pěšec · c7 černý král · e7 černý pěšec · b6 bílý jezdec · b5 bílý dáma · e5 černý jezdec · h5 černý střelec · h4 bílý král · e3 černý věž | 5 |
| 4 | a7 černý dáma · b7 bílý pěšec · c7 černý král · e7 černý pěšec · b6 bílý jezdec · b5 bílý dáma · e5 černý jezdec · h5 černý střelec · h4 bílý král · e3 černý věž | a7 černý dáma · b7 bílý pěšec · c7 černý král · e7 černý pěšec · b6 bílý jezdec · b5 bílý dáma · e5 černý jezdec · h5 černý střelec · h4 bílý král · e3 černý věž | a7 černý dáma · b7 bílý pěšec · c7 černý král · e7 černý pěšec · b6 bílý jezdec · b5 bílý dáma · e5 černý jezdec · h5 černý střelec · h4 bílý král · e3 černý věž | a7 černý dáma · b7 bílý pěšec · c7 černý král · e7 černý pěšec · b6 bílý jezdec · b5 bílý dáma · e5 černý jezdec · h5 černý střelec · h4 bílý král · e3 černý věž | a7 černý dáma · b7 bílý pěšec · c7 černý král · e7 černý pěšec · b6 bílý jezdec · b5 bílý dáma · e5 černý jezdec · h5 černý střelec · h4 bílý král · e3 černý věž | a7 černý dáma · b7 bílý pěšec · c7 černý král · e7 černý pěšec · b6 bílý jezdec · b5 bílý dáma · e5 černý jezdec · h5 černý střelec · h4 bílý král · e3 černý věž | a7 černý dáma · b7 bílý pěšec · c7 černý král · e7 černý pěšec · b6 bílý jezdec · b5 bílý dáma · e5 černý jezdec · h5 černý střelec · h4 bílý král · e3 černý věž | a7 černý dáma · b7 bílý pěšec · c7 černý král · e7 černý pěšec · b6 bílý jezdec · b5 bílý dáma · e5 černý jezdec · h5 černý střelec · h4 bílý král · e3 černý věž | 4 |
| 3 | a7 černý dáma · b7 bílý pěšec · c7 černý král · e7 černý pěšec · b6 bílý jezdec · b5 bílý dáma · e5 černý jezdec · h5 černý střelec · h4 bílý král · e3 černý věž | a7 černý dáma · b7 bílý pěšec · c7 černý král · e7 černý pěšec · b6 bílý jezdec · b5 bílý dáma · e5 černý jezdec · h5 černý střelec · h4 bílý král · e3 černý věž | a7 černý dáma · b7 bílý pěšec · c7 černý král · e7 černý pěšec · b6 bílý jezdec · b5 bílý dáma · e5 černý jezdec · h5 černý střelec · h4 bílý král · e3 černý věž | a7 černý dáma · b7 bílý pěšec · c7 černý král · e7 černý pěšec · b6 bílý jezdec · b5 bílý dáma · e5 černý jezdec · h5 černý střelec · h4 bílý král · e3 černý věž | a7 černý dáma · b7 bílý pěšec · c7 černý král · e7 černý pěšec · b6 bílý jezdec · b5 bílý dáma · e5 černý jezdec · h5 černý střelec · h4 bílý král · e3 černý věž | a7 černý dáma · b7 bílý pěšec · c7 černý král · e7 černý pěšec · b6 bílý jezdec · b5 bílý dáma · e5 černý jezdec · h5 černý střelec · h4 bílý král · e3 černý věž | a7 černý dáma · b7 bílý pěšec · c7 černý král · e7 černý pěšec · b6 bílý jezdec · b5 bílý dáma · e5 černý jezdec · h5 černý střelec · h4 bílý král · e3 černý věž | a7 černý dáma · b7 bílý pěšec · c7 černý král · e7 černý pěšec · b6 bílý jezdec · b5 bílý dáma · e5 černý jezdec · h5 černý střelec · h4 bílý král · e3 černý věž | 3 |
| 2 | a7 černý dáma · b7 bílý pěšec · c7 černý král · e7 černý pěšec · b6 bílý jezdec · b5 bílý dáma · e5 černý jezdec · h5 černý střelec · h4 bílý král · e3 černý věž | a7 černý dáma · b7 bílý pěšec · c7 černý král · e7 černý pěšec · b6 bílý jezdec · b5 bílý dáma · e5 černý jezdec · h5 černý střelec · h4 bílý král · e3 černý věž | a7 černý dáma · b7 bílý pěšec · c7 černý král · e7 černý pěšec · b6 bílý jezdec · b5 bílý dáma · e5 černý jezdec · h5 černý střelec · h4 bílý král · e3 černý věž | a7 černý dáma · b7 bílý pěšec · c7 černý král · e7 černý pěšec · b6 bílý jezdec · b5 bílý dáma · e5 černý jezdec · h5 černý střelec · h4 bílý král · e3 černý věž | a7 černý dáma · b7 bílý pěšec · c7 černý král · e7 černý pěšec · b6 bílý jezdec · b5 bílý dáma · e5 černý jezdec · h5 černý střelec · h4 bílý král · e3 černý věž | a7 černý dáma · b7 bílý pěšec · c7 černý král · e7 černý pěšec · b6 bílý jezdec · b5 bílý dáma · e5 černý jezdec · h5 černý střelec · h4 bílý král · e3 černý věž | a7 černý dáma · b7 bílý pěšec · c7 černý král · e7 černý pěšec · b6 bílý jezdec · b5 bílý dáma · e5 černý jezdec · h5 černý střelec · h4 bílý král · e3 černý věž | a7 černý dáma · b7 bílý pěšec · c7 černý král · e7 černý pěšec · b6 bílý jezdec · b5 bílý dáma · e5 černý jezdec · h5 černý střelec · h4 bílý král · e3 černý věž | 2 |
| 1 | a7 černý dáma · b7 bílý pěšec · c7 černý král · e7 černý pěšec · b6 bílý jezdec · b5 bílý dáma · e5 černý jezdec · h5 černý střelec · h4 bílý král · e3 černý věž | a7 černý dáma · b7 bílý pěšec · c7 černý král · e7 černý pěšec · b6 bílý jezdec · b5 bílý dáma · e5 černý jezdec · h5 černý střelec · h4 bílý král · e3 černý věž | a7 černý dáma · b7 bílý pěšec · c7 černý král · e7 černý pěšec · b6 bílý jezdec · b5 bílý dáma · e5 černý jezdec · h5 černý střelec · h4 bílý král · e3 černý věž | a7 černý dáma · b7 bílý pěšec · c7 černý král · e7 černý pěšec · b6 bílý jezdec · b5 bílý dáma · e5 černý jezdec · h5 černý střelec · h4 bílý král · e3 černý věž | a7 černý dáma · b7 bílý pěšec · c7 černý král · e7 černý pěšec · b6 bílý jezdec · b5 bílý dáma · e5 černý jezdec · h5 černý střelec · h4 bílý král · e3 černý věž | a7 černý dáma · b7 bílý pěšec · c7 černý král · e7 černý pěšec · b6 bílý jezdec · b5 bílý dáma · e5 černý jezdec · h5 černý střelec · h4 bílý král · e3 černý věž | a7 černý dáma · b7 bílý pěšec · c7 černý král · e7 černý pěšec · b6 bílý jezdec · b5 bílý dáma · e5 černý jezdec · h5 černý střelec · h4 bílý král · e3 černý věž | a7 černý dáma · b7 bílý pěšec · c7 černý král · e7 černý pěšec · b6 bílý jezdec · b5 bílý dáma · e5 černý jezdec · h5 černý střelec · h4 bílý král · e3 černý věž | 1 |
|   | a | b | c | d | e | f | g | h |   |

Řešení:
1. Jd5+ Kb8

2. Jxe3 Dxe3

3. De8+! Sxe8 pat

2. … Jg6+

3. Kxh5 Jf4+!

4. Kh6! Dxe3

5. De8+ Kxb7

6. Dxe7+! Dxe7 pat

2. … Jf3+

3. Kxh5 Dxe3

4. De8+ Kxb7

5. Dd7+ Ka6

6. De6+! Dxe6 pat